# Paralisia bulbar
Paralisia bulbar é uma paralisia resultante da lesão de centros motores do bulbo.